# Mike Patton
Mike Patton (født Michael Allan Patton 27. januar 1968 i Eureka, Californien) er en amerikansk musiker. Han er bedst kendt som forsangeren fra Faith No More, men har også været forsanger i Mr. Bungle (hvilket gik forud for hans engagement i FNM,) Tomahawk, Fantômas og Peeping Tom. Han har også produceret sideprojekter i samarbejde med andre musikere, såsom John Zorn, Dan the Automator, The Melvins, The Dillinger Escape Plan, Melt-Banana, Sepultura, Merzbow, Kool Keith, The X-Ecutioners, Team Sleep, Björk, Subtle, Rahzel, Amon Tobin, Eyvind Kang, Lovage og Kaada. Han var med til at grundlægge Ipecac Recordings med Greg Werckman i 1999, og han har ledet selskabet siden da. I maj 2006 udgav han et nyt album kaldet Peeping Tom med projektet af samme navn. Albummet, som Patton kalder hans version af popmusik, var seks år undervejs og har indslag fra mange af ovennævnte kunstnere, såvel som Massive Attack, Odd Nosdam, Jel, Bebel Gilberto, Kid Koala, Doseone, Norah Jones, og Dub Trio.
Mike Patton har ydermere lavet vokal-arbejde til film, herunder de smittede i I am Legend.